# Pinheyschna meruensis
Pinheyschna meruensis là loài chuồn chuồn trong họ Aeshnidae. Loài này được Sjöstedt mô tả khoa học đầu tiên năm 1909.